# Meilland
 (décembre 2022).
Pour les articles homonymes, voir Meilland (homonymie).
Meilland  est une société de création de variété de roses françaises. La société appartient à 100 % aux familles Meilland et Richardier.  
Devenue Meilland International, c'est l'une des plus importantes sociétés de création de variété de rose au monde, avec son centre de recherche du domaine de Saint-André au Cannet-des-Maures, du Luc dans le Var, et d'autres pépinières et jardins d'essai à travers le monde.

## Filiales
Sa filiale française Meilland-Richardier à Diemoz cultive et commercialise en Europe les rosiers développés dans les jardins de sélection du groupe, ainsi que des plants fruitiers (pommiers, cerisiers) ou de plantes arbustives et décoratives. Elle a réalisé en 2017 un chiffre d'affaires de 7 813 500 € et emploie 77 personnes. Le 15 mai 2018, elle a bénéficié de l'ouverture d'une procédure de sauvegarde.
Aux États-Unis, la commercialisation est assurée sous l’enseigne Star Roses, une entreprise commune créée avec la société Conard-Pyle Co (établie en Californie). La holding contrôle plusieurs dizaines de sociétés horticoles dans le monde chargées de l'hybridation, la sélection, la culture, la vente et la protection des espèces développées ou sélectionnées au sein du groupe.

## Histoire
Vers 1850, Joseph Rambaux, jardinier au Parc de la Tête d'Or à Lyon commence à s'intéresser à la culture de la rose. En dehors de ses heures de service, il met en route une modeste production de rosiers et réalise quelques hybridations. Après sa mort, son épouse met au commerce huit variétés de son obtention sous le nom de « Veuve Rambaux ». Les deux autres sont mises au commerce par son gendre Francis Dubreuil qui entra dans la profession de rosiériste vers 1880 et édite « Perle d'Or » et « Souvenir du rosiériste Rambaux ».
Francis Dubreuil était « tailleur d'habits » quand il épousa Marie Rambaux, vite attiré par le métier de rosiériste il y consacra la seconde partie de sa vie et devient rapidement un obtenteur chevronné.
Entre 1884 et 1914, Francis Dubreuil édita 64 variétés de son obtention dédiées à des célébrités de l'époque « Amiral Courbet », « Duchesse de Bragance », « Princesse de Monaco », « Duchesse Maurice de Broglie » et même « Sarah Bernhardt » qui lui enverra un télégramme chaleureux pour le remercier de lui avoir dédié une rose. Il baptisa une rose de son nom en 1894, « Francis Dubreuil ».

### Antoine «Papa» Meilland
Claudia Dubreuil, la fille de Francis, épouse Antoine Meilland (17 juillet 1884-9 février 1971) et c'est ainsi que la famille Meilland entre dans le monde de la rose. En 1914, Antoine doit partir à la guerre et laisse sa femme Claudia avec son jeune fils Francis qui, à force de travail acharné, arriveront à sauvegarder un rudiment de collection de rosiers tout en essayant de faire pousser quelques légumes. À son retour, Antoine redevient jardinier et s'installe à Tassin-la-Demi-Lune dans une propriété d'un hectare et demi qu'il vient d'acquérir.

### Francis Meilland
La visite d'un horticulteur anglais encourage le jeune Francis Meilland (1912-1958] à apprendre l'anglais en s'inscrivant à des cours du soir. À 17 ans, il est invité à accompagner son père chez Charles Mallerin qui deviendra son mentor. En admiration devant la rose « Mme Pierre S. Du Pont », chef-d'œuvre de Mallerin, Francis Meilland se lance à son tour dans la création de roses nouvelles.

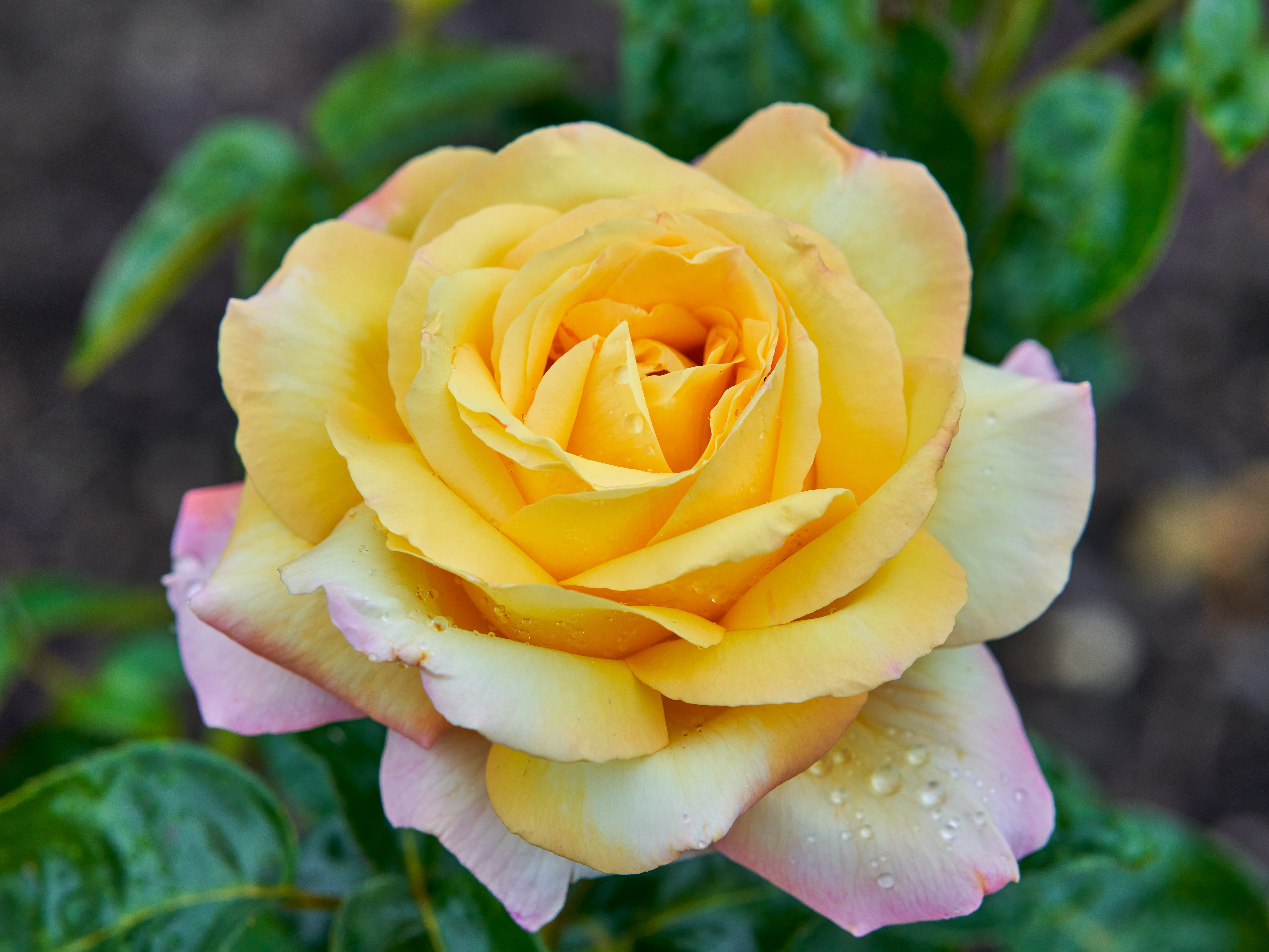
'Madame Antoine Meilland'.

Vers 1933, Francis rencontre en France Robert Pyle, ami de Charles Mallerin venu lui rendre visite. Cette rencontre ainsi que celle du Docteur D.H. Nicolas, créateur de roses aux États-Unis, l'encourage à se lancer en 1935 dans un périple américain.
En deux mois, il va parcourir plus de 20 000 km en voiture et revient avec des idées révolutionnaires pour l'époque en France : le catalogue couleur, le frigo pour y stocker les rosiers et le brevet pour protéger le rosier.
En 1935, Francis Meilland crée une des roses les plus connues et probablement la plus vendue au monde : « Madame Antoine Meilland » (ou Peace dans les pays anglophones).
En 1937, arrive la première rose nouvelle de Francis Meilland qui sera une grande réussite puisqu'elle deviendra l'emblème de l'Exposition internationale de San Francisco en 1939 « Golden State ». À l'automne 1937, Francis Meilland sort le premier catalogue en couleur ; vingt-trois jours après, il ne lui reste plus aucun rosier à vendre : c'est un succès inespéré. La même année, il réalise le premier frigo pour les rosiers jamais construit en Europe.
En janvier 1939, il épouse Marie-Louise (Louisette) Paolino, fille de clients du midi de la France, qui avec son père François Paolino a réalisé ses premières hybridations dès l'âge de 15 ans. C'est elle qui créera plus tard la fameuse rose hybride de thé « Maria Callas », obtenue en 1965.
En juin 1939, Francis Meilland réunit quelques clients français et étrangers pour leur montrer ses nouveautés, créant ainsi l'embryon de ce qui allait devenir Universal Rose Selection.
La guerre donne un coup de frein à cette belle idée, mais la guerre terminée la merveilleuse nouvelle arrive des États-Unis : Robert Pyle lui écrit que la rose éditée en France sous le nom de « Madame Antoine Meilland » et dont quelques greffons avaient pu lui être expédiés in extremis avant les hostilités allait porter le nom de Peace.
Reconnaissant les qualités exceptionnelles de cette rose, l'American Rose Society se charge d'organiser le baptême à Pasadena en Californie en présence de vedettes de cette époque (Miss Falkenburg, Miss Van Barneveld, Billy House, Miss Audrey Long, Norvell Gillepsie).
Après la guerre, Francis Meilland hisse sa pépinière au premier rang du commerce des roses. Il signe alors un contrat avec l'entreprise Conard-Pyle Co basée à West Grove en Pennsylvanie pour la commercialisation des variétés de roses Meilland aux États-Unis. La rose « Golden State », ainsi nommée pour commémorer sa visite en Californie, obtient la médaille d'or des concours de Bagatelle en France et de l'International Rose Test Garden à Portland en Oregon.
Francis Meilland crée également en 1954 l'hybride de thé 'Baccara', dont le rouge soutenu est célèbre dans le monde entier avec plus de vingt-cinq millions d'exemplaires vendus.

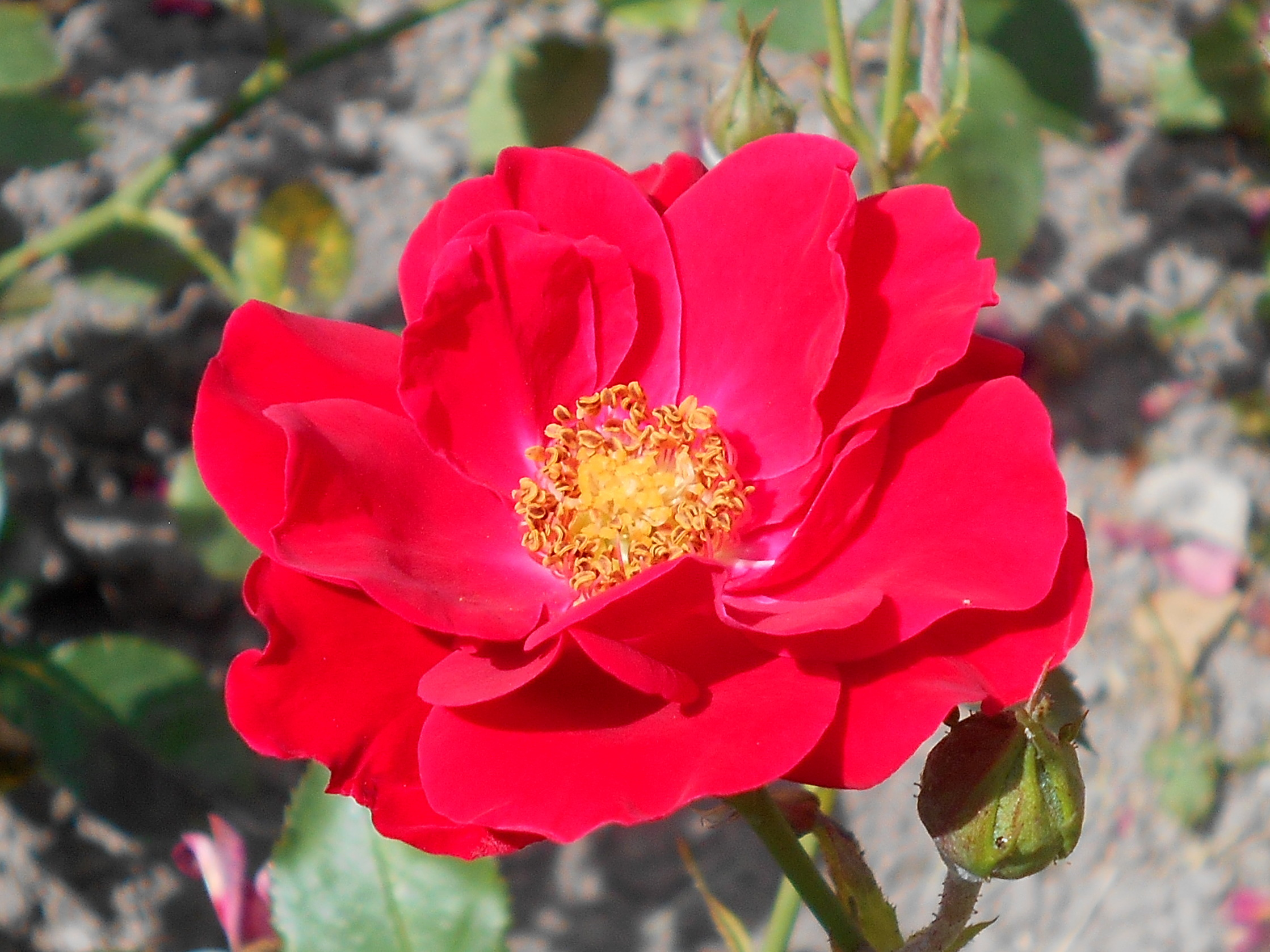
Rose 'Alain' (1946)
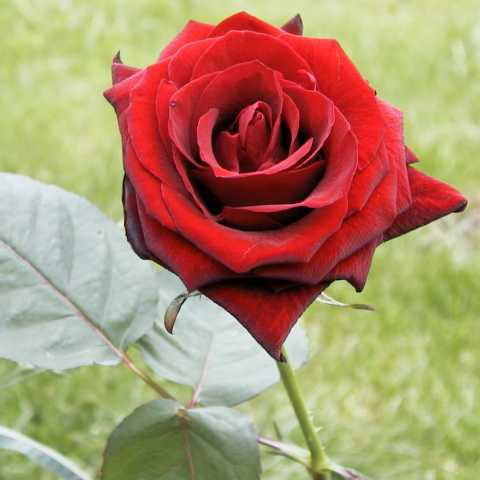
Rose 'Baccara' (1954)

### Marie-Louise Meilland (Louisette)
Marie-Louise (dite Louisette) Meilland (1920-1987) rencontre à 12 ans Francis Meilland, fils d’Antoine Meilland, pépiniériste rosiériste lyonnais qui était venu en visite chez son père.
Francesco Giacomo Paolino transmet à Louisette Meilland sa vocation pour les roses et c’est à l’âge de 15 ans qu’elle élève ses premiers rosiers hybrides.
Elle se fiance en 1938 puis se marie le 14 janvier 1939 avec Francis Meilland dans la chapelle Saint-Benoît du Cap d’Antibes. De ce mariage sont nés leur fils Alain et leur fille Michèle.
Elle a travaillé dans l’entreprise familiale à la sélection des roses et s’est chargée de la correspondance commerciale. Son mari meurt prématurément à l’âge de 46 ans en 1958. C’est à partir de ce moment qu’elle a repris l’entreprise familiale, jusqu'à ce que son fils Alain prenne la direction.
Au cours de plusieurs décennies, elle a créé plus de 120 nouvelles variétés de roses, notamment des hybrides de thé, des floribunda et des roses grimpantes. Certaines variétés sont distribuées dans le monde entier et ont remporté de nombreux prix.

### Alain Meilland
Alain Meilland dirige depuis la mort de Francis Meilland en 1958 l'entreprise, et les pépinières, qui couvrent 600 hectares en France, au Maroc, en Espagne, aux Pays-Bas et aux États-Unis. La Californie produit plus de 12 millions de rosiers annuellement[Quand ?].

## Quelques créations de Meilland
Meilland dispose d'environ 400 rosiers différents à son catalogue. C'est le seul obtenteur de rose à avoir reçu cinq roses favorites du monde, respectivement en 1976, 1998, 2003, 2006 et 2015 pour les rosiers ci-dessous. Le cinquième rosier à obtenir ce titre est le rosier « Cocktail », en 2015.

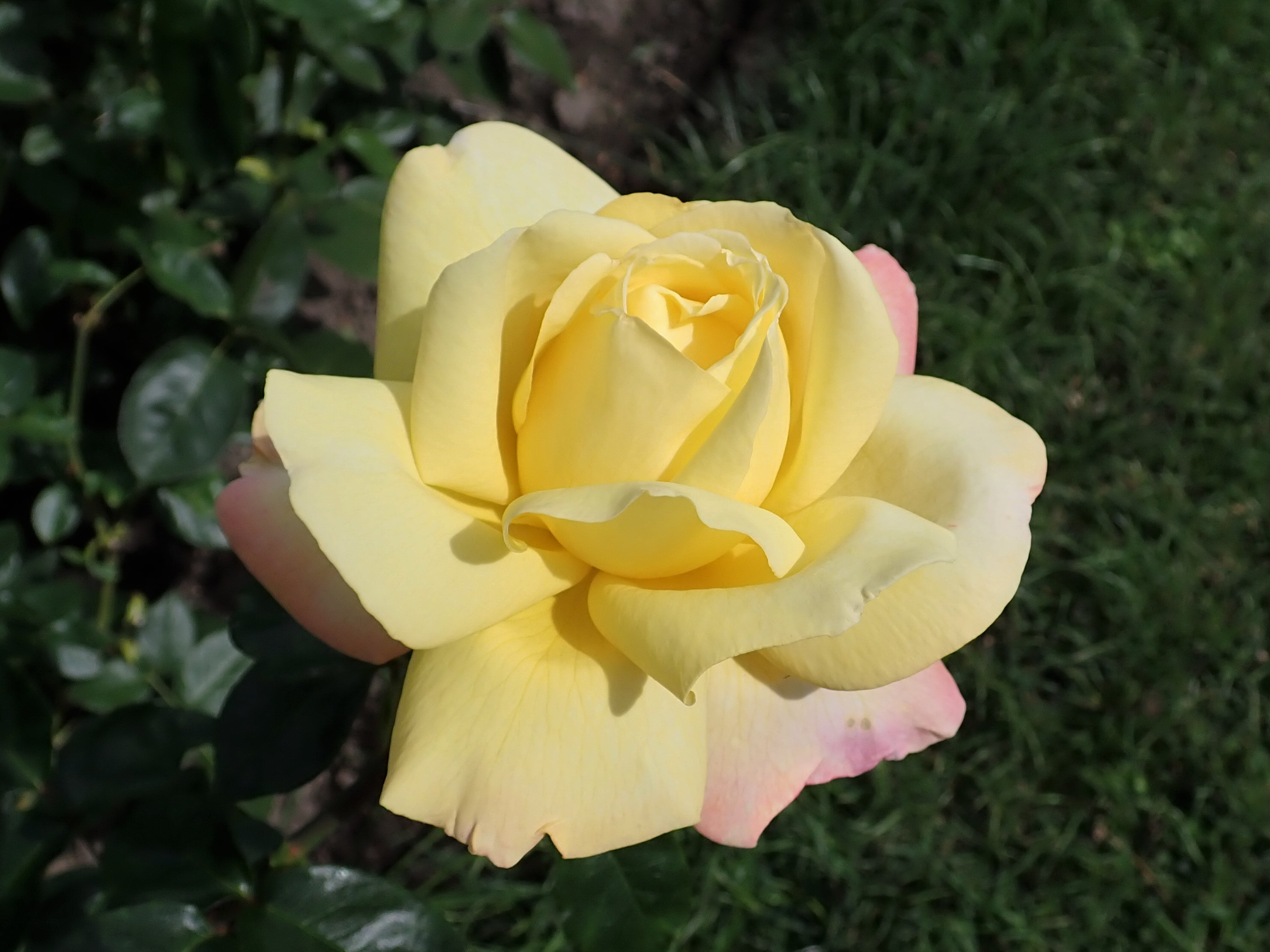
« Mme A. Meilland » (Peace)
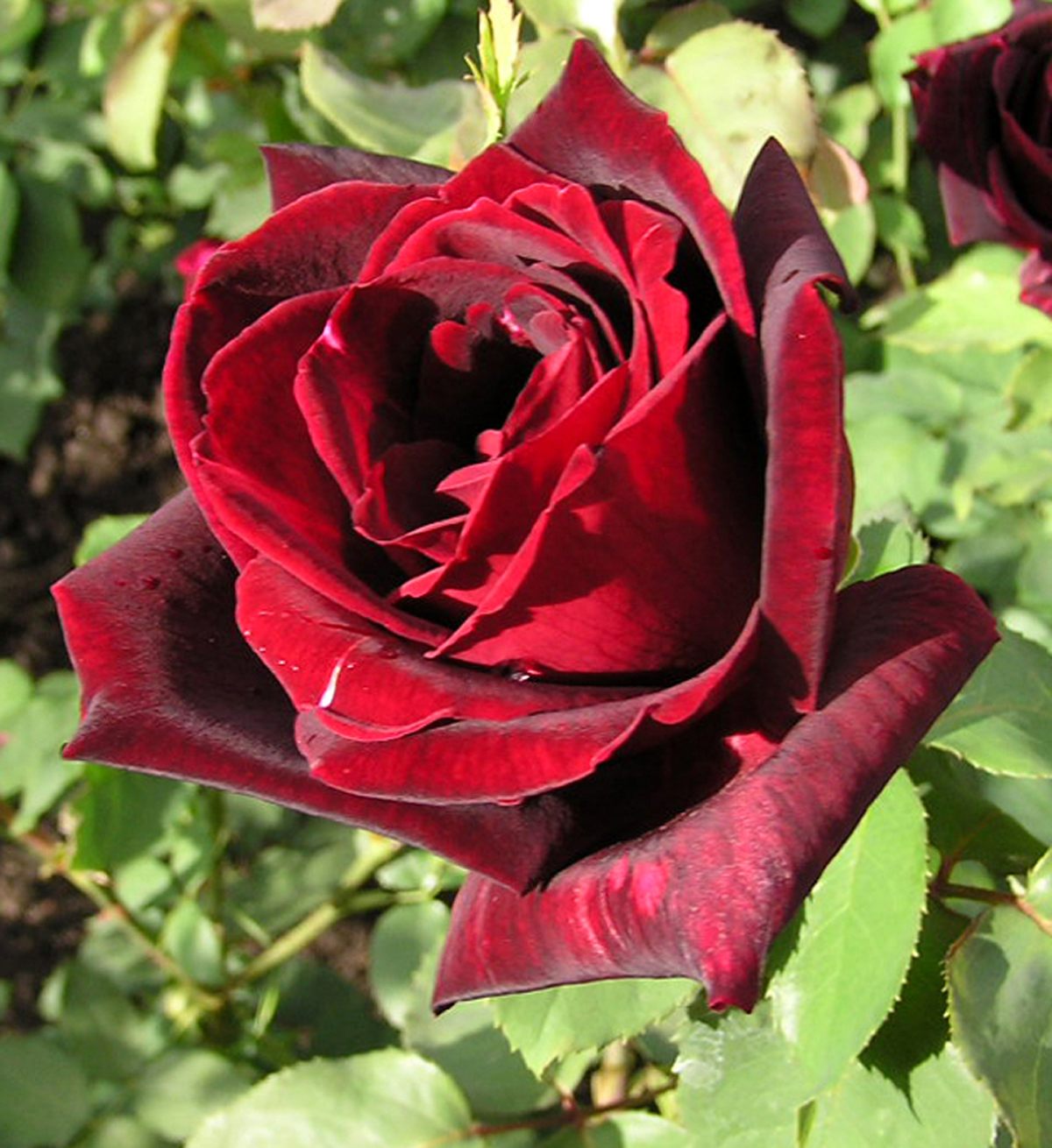
« Papa Meilland »
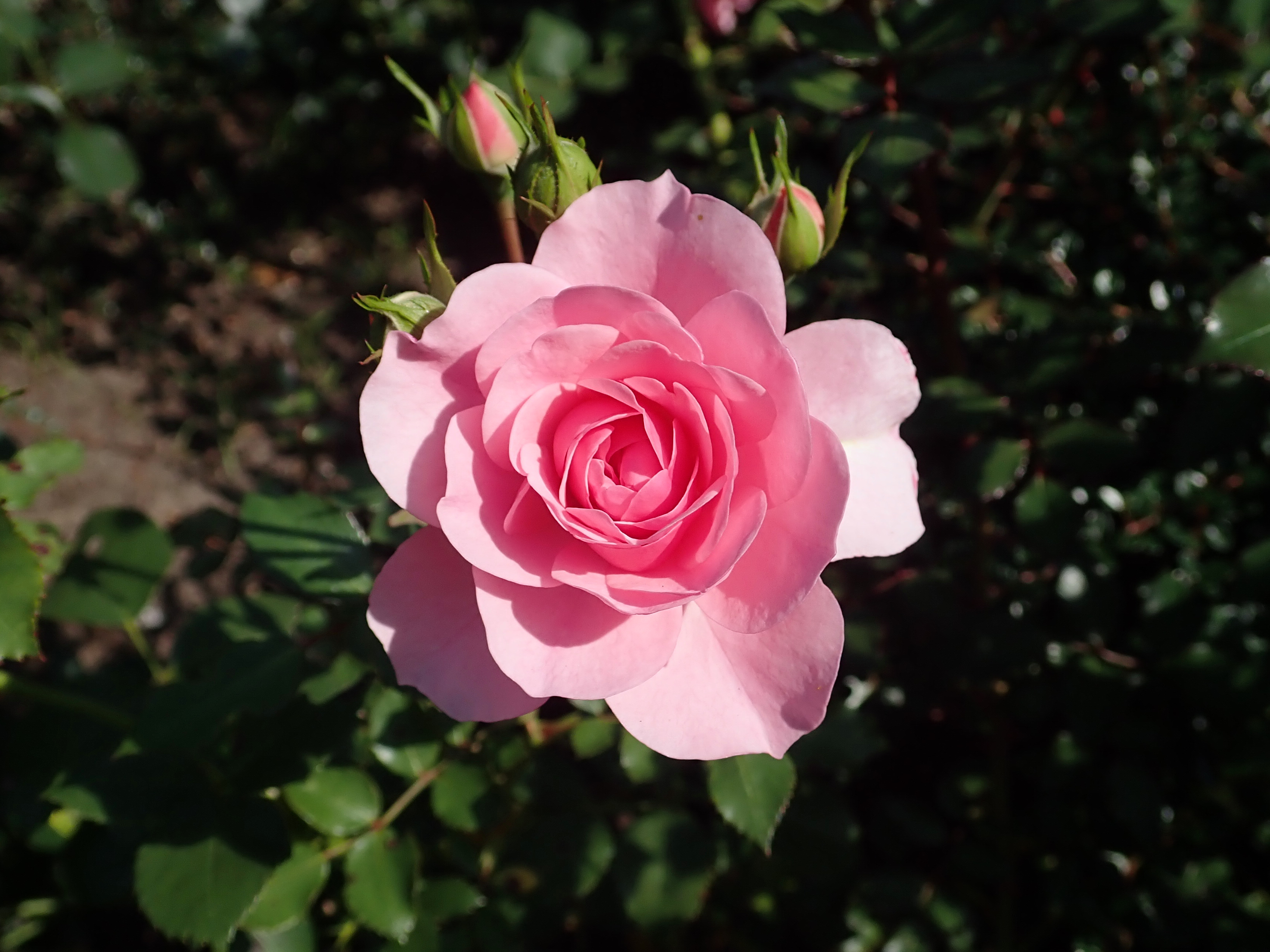
« Bonica 82 »
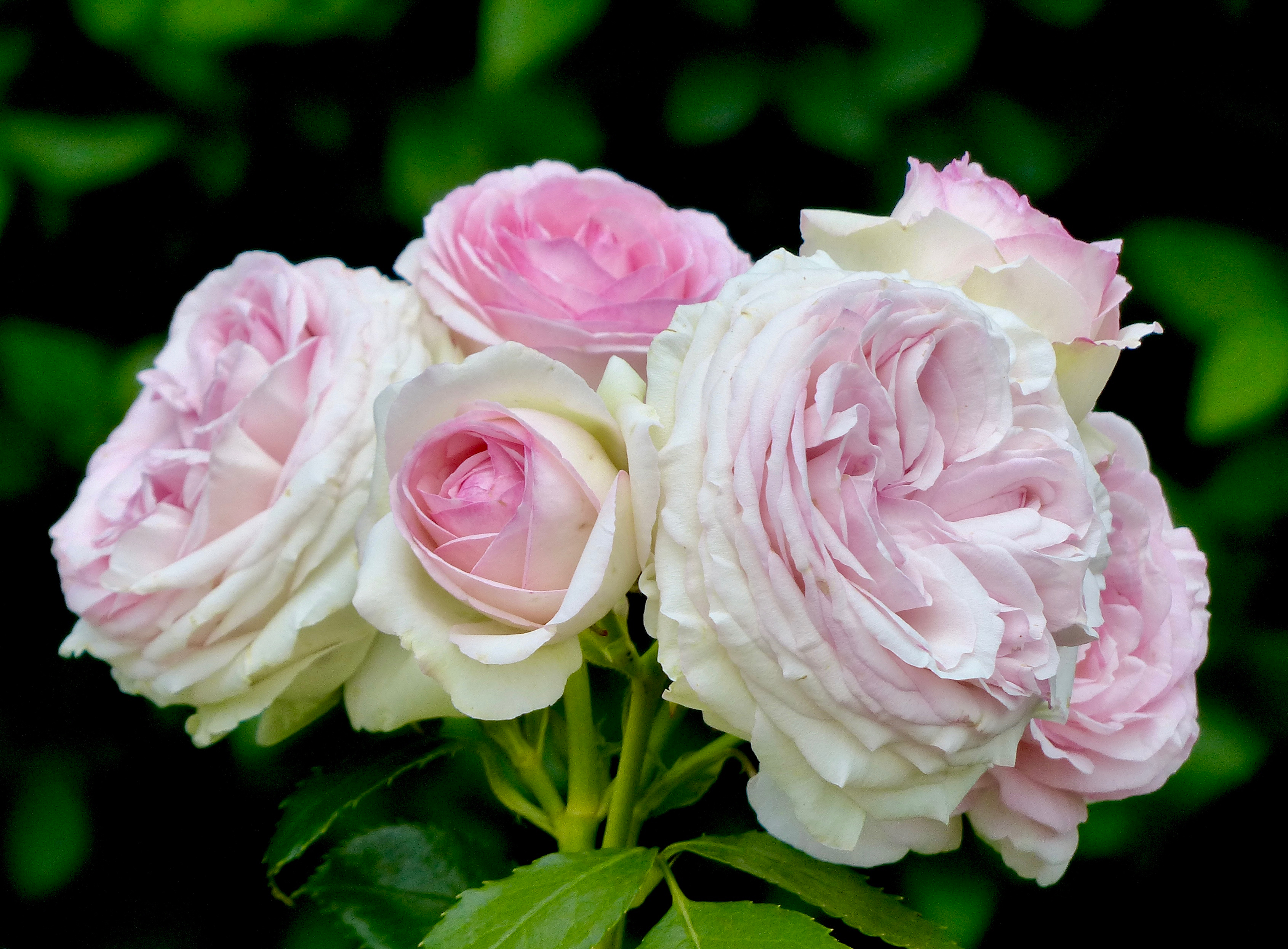
« Pierre de Ronsard »
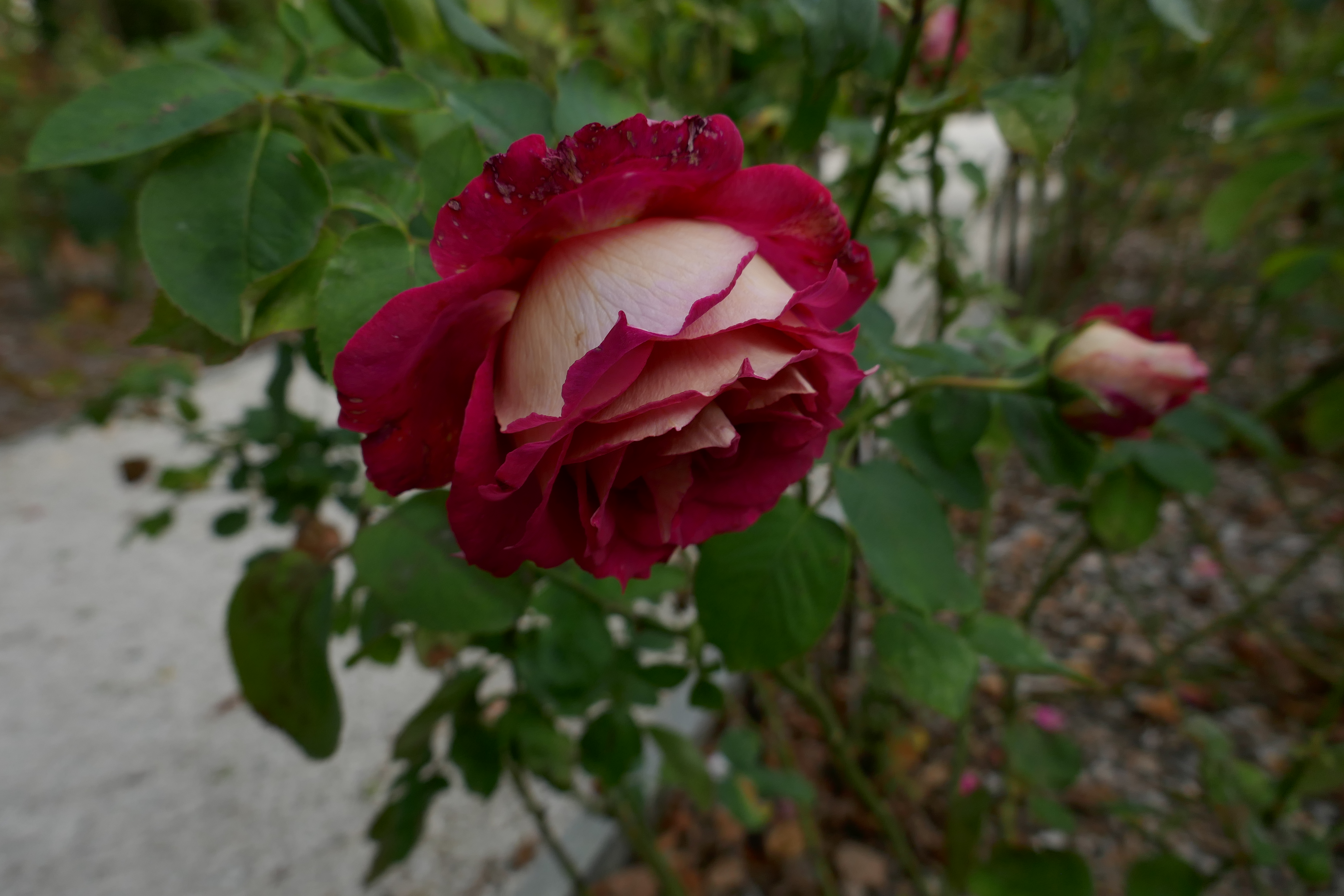
« Monica Bellucci »

Les rosiers « La Sevillana », « Pierre de Ronsard », « Mme A. Meilland », « Black Baccara » et « Mona Lisa » sont les rosiers de jardin les plus vendus dans le monde à ce jour par Meilland. Ces rosiers sont ceux qui sont aussi les plus copiés, c'est-à-dire vendus sans licence. Meilland estime que 30 % des rosiers vendus sont produits illégalement.